# Arnold Roßfeld
Arnold Roßfeld (* vor 1688; † nach 1690) war ein niederländischer Bildhauer.

## Leben und Werk
Roßfeld ging 1688 von Bonn nach Hannover, um dort im Zusammenhang mit dem Schlossbau im Großen Gartens in den Jahren 1689 und 1690 Bleifiguren für das Gartentheater in Herrenhaufen zu fertigen. In diesem Zeitraum erhielt er ein Gehalt von 400 Thalern. Seinem Schaffen sind mutmaßlich auch „die Sandsteinfiguren für den Königsbusch und die Parterre (Luststück) daselbst“ zu verdanken. Zugeschrieben werden dem Künstler insbesondere die Figuren der
- Herzogin Sophie von Hannover
- ihres Gemahls Herzog Ernst August
- ihres Schwiegervaters Herzog Georg von Calenberg
- sowie ihres ältesten Sohnes Georg Ludwig, dem späteren König Georg I. des Großbritannien.[3]